# فرنسيسكو سيبيدا
فرنسيسكو سيبيدا (بالإسبانية: Francisco Cepeda)‏ هو دراج إسباني، ولد في 9 مارس 1906 في سبويرتا في إسبانيا، وتوفي في 14 يوليو 1935 في لا ترونش في فرنسا.

## وصلات خارجية
- فرنسيسكو سيبيدا على موقع أرشيف الدراجات (الإنجليزية)
- فرنسيسكو سيبيدا على موقع إحصائيات الدراجات الإحترافية (الإنجليزية)
- فرنسيسكو سيبيدا على موقع CycleBase (الإنجليزية)